# Tercera División de España 2018-19
La temporada 2018-19 de la Tercera División de España fue la cuarta categoría de las ligas de fútbol de España, por debajo de la Segunda División B y por encima de las Divisiones Regionales. Comenzó el 18 de agosto de 2018 y finalizó el 30 de junio de 2019 con los play-offs de la promoción de ascenso. Los campeones de cada grupo y los catorce segundos clasificados con mejor coeficiente se clasificaron para la siguiente edición de la Copa del Rey.

## Fase de grupos
- Composición de los grupos de Tercera División.

## Promoción de ascenso a Segunda División B
Los siguientes equipos se clasificaron para la promoción de ascenso a Segunda División B.
| Grupo I              | Grupo II            | Grupo III         | Grupo IV                | Grupo V               |
| -------------------- | ------------------- | ----------------- | ----------------------- | --------------------- |
| 1º Racing C. Ferrol  | 1º C. D. Lealtad    | 1º U. M. Escobedo | 1º C. Portugalete       | 1º U. E. Llagostera   |
| 2º Bergantiños F. C. | 2º Marino de Luanco | 2º C. D. Laredo   | 2º Sestao River         | 2º C. E. L'Hospitalet |
| 3º S. D. Compostela  | 3º Caudal Deportivo | 3º C. D. Tropezón | 3º Deportivo Alavés "B" | 3º U. A. Horta        |
| 4º Alondras C. F.    | 4º C. D. Covadonga  | 4º C. D. Cayón    | 4º C. D. San Ignacio    | 4º A. E. Prat         |

| Grupo VI              | Grupo VII           | Grupo VIII                    | Grupo IX             | Grupo X              |
| --------------------- | ------------------- | ----------------------------- | -------------------- | -------------------- |
| 1º Orihuela C. F.     | 1º Getafe C. F. "B" | 1º Zamora C. F.               | 1º Real Jaén C. F.   | 1º Cádiz C. F. "B"   |
| 2º C. F. La Nucía     | 2º Las Rozas C. F.  | 2º Gimnástica Segoviana C. F. | 2º Linares Deportivo | 2º A. D. Ceuta F. C. |
| 3º Olímpic de Xàtiva  | 3º Alcobendas Sport | 3º Arandina C. F.             | 3º Antequera C. F.   | 3º C. D. Utrera      |
| 4º Atlético Saguntino | 4º Móstoles URJC    | 4º C. D. Numancia "B"         | 4º C. D. El Palo     | 4º Algeciras C. F.   |

| Grupo XI                   | Grupo XII             | Grupo XIII               | Grupo XIV         | Grupo XV                |
| -------------------------- | --------------------- | ------------------------ | ----------------- | ----------------------- |
| 1º S. C. R. Peña Deportiva | 1º U. D. Tamaraceite  | 1º Yeclano Deportivo     | 1º A. D. Mérida   | 1º Atlético Osasuna "B" |
| 2º R. C. D. Mallorca "B"   | 2º C. D. Mensajero    | 2º C. F. Lorca Deportiva | 2º C. P. Cacereño | 2º Peña Sport F. C.     |
| 3º U. D. Poblense          | 3º C. F. Unión Viera  | 3º Lorca F. C.           | 3º Moralo C. P.   | 3º U. D. Mutilvera      |
| 4º S. D. Formentera        | 4º C. D. Tenerife "B" | 4º E. D. M. F. Churra    | 4º C. D. Coria    | 4º Beti Kozkor K.E.     |

| Grupo XVI                  | Grupo XVII                | Grupo XVIII                |
| -------------------------- | ------------------------- | -------------------------- |
| 1º Haro Deportivo          | 1º S. D. Tarazona         | 1º U. D. Socuellamos C. F. |
| 2º S. D. Logroñés          | 2º C. F. Illueca          | 2º Villarrubia C. F.       |
| 3º Náxara C. D.            | 3º R. Z. Deportivo Aragón | 3º C. P. Villarrobledo     |
| 4º U. D. Logroñés Promesas | 4º C. D. Sariñena         | 4º C. D. Toledo            |

|  | Clasificado para la ruta de campeones de grupo de la promoción de ascenso ( si obtuvo el ascenso)    |
|  | Clasificado para la ruta de no campeones de grupo de la promoción de ascenso ( si obtuvo el ascenso) |

### Equipos ascendidos
Los siguientes equipos ascendieron a Segunda División B para la temporada 2019-20:
| Grupo I              | Grupo II       | Grupo III | Grupo IV       | Grupo V             |
| -------------------- | -------------- | --------- | -------------- | ------------------- |
| Racing de Ferrol (C) | Por determinar | Ninguno   | Por determinar | U.E. Llagostera (C) |

| Grupo VI           | Grupo VII           | Grupo VIII | Grupo IX       | Grupo X        |
| ------------------ | ------------------- | ---------- | -------------- | -------------- |
| Orihuela C. F. (C) | Getafe C.F. "B" (C) | Ninguno    | Por determinar | Por determinar |

| Grupo XI                    | Grupo XII      | Grupo XIII            | Grupo XIV        | Grupo XV                 |
| --------------------------- | -------------- | --------------------- | ---------------- | ------------------------ |
| S. C. R. Peña Deportiva (C) | Por determinar | Yeclano Deportivo (C) | A. D. Mérida (C) | Atlético Osasuna "B" (C) |

| Grupo XVI          | Grupo XVII     | Grupo XVIII    |
| ------------------ | -------------- | -------------- |
| Haro Deportivo (C) | Por determinar | Por determinar |

(C): Ascendió a Segunda División B a través de la ruta de campeones de grupo.